# Jonah Goldberg
Pour les articles homonymes, voir Goldberg.
Jonah Goldberg est un journaliste, auteur, analyste politique, chroniqueur et commentateur américain, né le 21 mars 1969 à New York. Entre 1998 et 2019 il est éditeur du National Review. Il écrit une chronique hebdomadaire sur la politique et la culture dans le Los Angeles Times. En octobre 2019 il crée le média d'information en ligne The Dispatch.
Jonah Goldberg intervient également régulièrement sur des chaînes d'information comme CNN et MSNBC.

## Biographie
Jonah Goldberg est né dans l'Upper West Side du quartier de Manhattan à New York, de Lucianne Goldberg (née Steinberger) une agent littéraire et de Sidney Goldberg, mort en 2005, un éditeur et directeur de médias. Après être diplômé du lycée, Goldberg quitte New York pour intégrer le Goucher College à Towson au Maryland, où il obtient son baccalauréat en 1991, avec une spécialisation en sciences politiques.

## Ouvrages
- (en) Jonah Goldberg, Liberal Fascism: The Secret History of the American Left, From Mussolini to the Politics of Meaning, Crown Publishing Group, 2008 (ISBN 978-0-385-51769-0).
- (en) Jonah Goldberg, The Premiers of Ontario, Lulu.com, 2010, 196 p. (ISBN 978-0-557-62733-2).
- (en) Jonah Goldberg, Proud to Be Right: Voices of the Next Conservative Generation, HarperCollins, 2010, 272 p. (ISBN 978-0-062-02942-3).
- (en) Jonah Goldberg, The Prime Ministers We Never Had, Lulu.com, 2011, 199 p. (ISBN 978-1-257-92562-9).
- (en) Jonah Goldberg, The Tyranny of Clichés: How Liberals Cheat in the War of Ideas, Penguin Books, 2012 (ISBN 978-1-101-57235-1).
- (en) Jonah Goldberg, Suicide of the West: How the Rebirth of Tribalism, Populism, Nationalism, and Identity Politics Is Destroying American Democracy, Crown Publishing Group, 2018 (ISBN 978-1-101-90494-7).